# Рудницкий, Александр
Александр Рудницкий (род. 19 апреля 1948) — советский и американский спортсмен (международные шашки), бронзовый призёр Панамериканского чемпионата (2007, 2024), чемпион США (2002, 2008, 2014, 2015). Мастер ФМЖД.
Проживал в Одессе и начинал играть в шахматы, затем увлёкся шашками. Переехал в США, жил в Филадельфии, ныне в Майами.
Участник чемпионата мира по международным шашкам 2017 года (23 место в полуфинале С).